# Masty
Masty (in bielorusso Масты?) è un comune della Bielorussia, situato nella regione di Hrodna.